# Balboa Pier

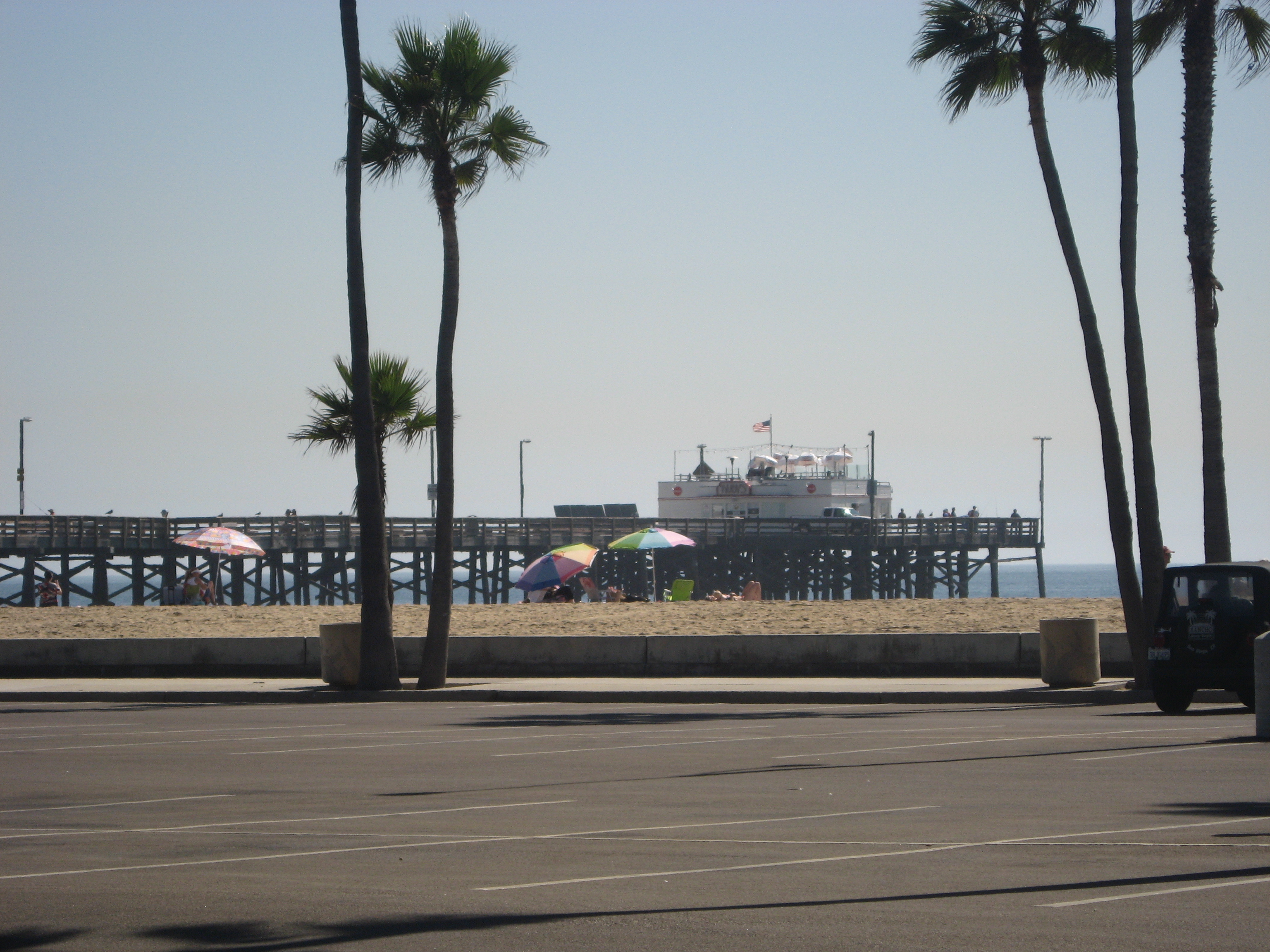
Balboa Pier

Der Balboa Pier ist eine der zwei Seebrücken in Newport Beach im US-Bundesstaat Kalifornien. Das historische Bauwerk liegt zentral auf der sogenannten Balboa Peninsula und ragt weit in den Pazifischen Ozean hinein. 
Die Seebrücke ist ein beliebter Ort zum Angeln, Schlendern und Essen gehen. Am äußeren Endpunkt befindet sich ein Restaurant, das im nostalgischen Stil der 1940er-Jahre gehalten ist. Vom Balboa Pier aus kann man die Stadt überblicken oder die zahlreichen Surfer beobachten. An der Landseite des Bauwerks liegt der palmengesäumte Peninsula Park. Etwas weiter westlich liegt mit dem Newport Pier eine weitere Seebrücke.

## Geschichte
Der Balboa Pier wurde 1906 als Schwesterprojekt des nahegelegenen Balboa Pavilions errichtet. Die sogenannte Newport Bay Investment Company wollte so dem Landstrich mehr Attraktivität verleihen und dadurch Käufer für die umliegenden Grundstücke anlocken. Die dünnbesiedelte Balboa Peninsula bestand zu diesem Zeitpunkt aus nicht mehr als nur einer meerumspülten Sandbank.
In dasselbe Jahr fiel auch die Gründung der Stadt Newport Beach. Von nun an spielte das Bauwerk eine bedeutende Rolle in der weiteren Entwicklung der Gegend. Zeitgleich erhielt die Seebrücke durch die Pacific Electric Railway einen Eisenbahnanschluss. Als südlichen Endpunkt der Linie nach Los Angeles nach Newport Beach wählte man den Balboa Pier. Viele Feriengäste nutzten das neue Verkehrsmittel und bevölkerten von nun an die Strände. Im Jahre 1963 wurde jedoch der Betrieb des gesamten Netzes zu Gunsten des Individualverkehrs eingestellt.
Die beeindruckende Holzkonstruktion wurde mehrmals von Unwettern in Mitleidenschaft gezogen und musste daher oft repariert werden. So fügte auch der Sturm El Niño dem Balboa Pier im Jahre 1998 erhebliche Schäden zu, die allerdings rasch beseitigt wurden. Auch heute noch ist die Seebrücke ein beliebtes Freizeitziel für Einheimische wie Urlauber. Aus vielen unterschiedlichen Blickwinkeln ergibt sich ein herrlicher Blick über das Meer und die Küstenlinie des Orange County.